# Северяни
 Тази статия е за селото в Гърция.  За славянското племе вижте Северяни (племе).  
Северяни, Северни или Севрели (на гръцки: Βορεινό, Ворино, катаревуса: Βορεινόν, Воринон, до 1926 година Σέβρενη, Севрени) е село в Егейска Македония, Гърция, в дем Мъглен (Алмопия) на административна област Централна Македония.

## География
Северяни е разположено на 175 m надморска височина в северната част на котловината Мъглен (Моглена), на 8 km северно от демовия център Съботско (Аридеа).

## История

### В Османската империя
В XIX век Северяни е село в Ениджевардарска каза на Османската империя. Според Стефан Веркович към края на XIX век Северяни (Севрени) е българо-мохамеданско селище с мъжко население 586 души и 150 домакинства. Съгласно статистиката на Васил Кънчов („Македония. Етнография и статистика“) към 1900 година в Севрели живеят 130 българи християни и 1200 българи мохамедани.
Цялото християнско население на селото е под върховенството на Цариградската патриаршия. Според секретаря на Българската екзархия Димитър Мишев („La Macédoine et sa Population Chrétienne“) в 1905 година в Севрени (Sevreni) има 160 българи патриаршисти гъркомани и в селото има гръцко училище.
Екзархийската статистика за Воденската каза от 1912 година сочи Северяни с 1330 български жители, от които 130 християни и 1200 мюсюлмани.

### В Гърция
През Балканската война в 1912 година селото е окупирано от гръцки части и остава в Гърция след Междусъюзническата война в 1913 година. Боривое Милоевич пише в 1921 година („Южна Македония“), че Северени има 218 къщи славяни мохамедани.
След Гръцко-турската война, в 1924 година по силата на Лозанския договор мюсюлманското население на Северяни е изселено в Турция и в селото са настанени 682 гърци бежанци, предимно понтийци. В 1926 година е преименувано на Ворино, в превод Северно. Според преброяването от 1928 година селото е чисто бежанско със 177 бежански семейства и 659 души. Според други данни в 1928 година селото има 693 жители, от които 11 местни и останалите бежанци.
Селото произвежда жито, тютюн, пипер, десертно грозде, а е развито и скотовъдството.
| Име                                   | Име             | Ново име        | Ново име           | Описание                                                                                      |
| ------------------------------------- | --------------- | --------------- | ------------------ | --------------------------------------------------------------------------------------------- |
| Диня                                  | Ντίνια          | Константина     | Κωνσταντινιά       | блато на ЮИ от Северяни                                                                       |
| Поток                                 | Ποτόκ           | Плимира         | Πλημμύρα           | река на Ю от Северяни, десен приток на Барища                                                 |
| Курти                                 | Κουρτί          | Рема            | Ρέμα               | река на Ю от Северяни, десен приток на Барища                                                 |
| Дъбот                                 | Νταμποτ         | Веланидиес      | Βελανιδιές         | местност на Ю от Северяни                                                                     |
| Карбури                               | Καρμπούρι       | Камбура         | Καμπούρα           | местност на ЮИ от Северяни                                                                    |
| Чиковец                               | Τσικοβιτς       | Микра           | Μικρά              | местност на ЮИ от Северяни и на Ю от Невор                                                    |
| Върбак                                | Βάρμπα          | Итиес           | Ίτιές              | местност на ЮИ от Северяни                                                                    |
| Кайнарджа                             | Καινάρτζα       | Термо           | Θερμό              | река на И от Северяни, десен приток на Барища                                                 |
| Порой                                 | Πορόϊ           | Мелисотопос     | Μελισσότοπος       |                                                                                               |
| Караджова                             | Καρατζόβα       | Маврос Камбос   | Μαύρος Κάμπος      | областта, в която е Северяни (Мъглен)                                                         |
| Бунив камен                           | Μπούνιφ Κάμεν   | Куфопетра       | Κουφόπετρα         | местност в Кожух на С от Северяни                                                             |
| Белица                                | Μπελίτσα        | Аспрорема       | Άσπρόρεμα          |                                                                                               |
| Исрота                                | Ίσροτ           | Химадио         | Χειμαδιό           | местност в Кожух на С от Северяни и на Ю от Сборско                                           |
| Ронго                                 | Ρόγκοτ          | Вурло           | Βούρλο             | връх в Кожух на СЗ от Северяни и на З от Сборско (1169 m)                                     |
| Леска                                 | Λέσκα           | Рема            | Ρέμα               | река в Кожух на С от Северяни                                                                 |
| Лескова нива                          | Λίσκοβα Νίβα    | Лефтокария      | Λεφτοκαρυά         | местност в Кожух на С от Северяни                                                             |
| Цървени земи                          | Τσερβένι Ζέμνι  | Кокинохома      | Κοκκινόχωμα        | връх в Кожух на С от Северяни и на СИ от Сборско                                              |
| Катофилков камен или Катофилски камен | Κατοφίλκο Κάμεν | Петра ту Филипу | Πέτρα τοϋ Φιλίππου | връх в Кожух на С от Северяни и на С от Сборско                                               |
| Бела вода                             | Βένα Βόδα       | Аспрокорфи      | Άσπροκορφή         | връх в Кожух на С от Северяни и на СЗ от Сборско                                              |
| Кюлто                                 | Κιοϋλτο         | Келари          | Κελάρι             | връх в Кожух на СЗ от Северяни                                                                |
| Средоречка                            | Στρεντορίτσκα   | Месео Дромаки   | Μεσαίο Δρομάκι     | река в Кожух на С от Северяни, ляв приток на Козяк (Круша)                                    |
| Чаири                                 | Τσαΐρι          | Ливади          | Λειβάδι            | гора в Кожух на СЗ от Северяни на река Средоречка                                             |
| Грото                                 | Γκρότο          | Плая            | Πλαγιά             | връх в Кожух на СЗ от Северяни                                                                |
| Витлогрико                            | Βιτλόγρικο      | Агриоплая       | Άγριοπλαγιά        | връх в Кожух на СЗ от Северяни (1360 m)                                                       |
| Динга                                 | Ντίγκα          | Сикома          | Σήκωμα             | връх в Кожух на С от Северяни (1564,9 m)                                                      |
| Куровица                              | Κουροβίτσα      | Куфала          | Κουφάλα            | връх в Кожух на С от Северяни и на С от Сборско (1679,1 m)                                    |
| Бела чука                             | Μπαλατσούκα     | Аспрокорфес     | Άσπροκορφές        | връх в Кожух на С от Северяни, гранична пирамида № 100                                        |
| Кинарьо                               | Κυνάργο         | Оргомено        | Όργωμένο           | местност в Кожух на С от Северяни Ю под гранична пирамида № 102                               |
| Порой                                 | Πορόϊ           | Химарос         | Χείμαρρος          | името на горното течение на Козяк, река на СЗ от Северяни, разделяща Нидже на И от Кожух на З |
| Хани                                  | Χάνι            | Пандохиу        | Πανδοχείου         | гора в Кожух на С от Северяни, под Бела чука                                                  |
| Оровища                               | Όρόβιστο        | Врахаки         | Βραχάκι            | връх в Кожух на СЗ от Северяни                                                                |
| Плаца                                 | Πλάτσα          | Платома         | Πλάτωμα            | връх в Кожух на С от Северяни                                                                 |
| Ликовина                              | Λυκοβίνα        | Вотано          | Βότανο             | връх в Кожух на С от Северяни и на ЮЗ от Сборско (1024,7 m)                                   |
| Кутупи                                | Κουτούπι        | Куцуро          | Κούτσουρο          | местност на С от Северяни                                                                     |
| Горско                                | Γκόρστκο        | Дасико          | Δασικό             | местност в Кожух на СЗ от Северяни                                                            |
| Прашник                               | Πράσνικ         | Прасотопос      | Πρασσότοπος        | местност в Кожух на СЗ от Северяни, между гранични пирамиди № 106 и 107                       |

| Година    | 1913 | 1920 | 1928 | 1940 | 1951 | 1961 | 1971 | 1981 | 1991 | 2001 | 2011 | 2021 |
| --------- | ---- | ---- | ---- | ---- | ---- | ---- | ---- | ---- | ---- | ---- | ---- | ---- |
| Население | 1466 | 1143 | 693  | 963  | 777  | 728  | 790  | 616  | 607  | 871  | 766  | 673  |

## Личности
Родени в Северяни
- Георги Сетинов, български активист в годините на Втората световна война, определен от гръцките власти в 1942 година като „български пропагандатор“ и „фанатик“[12]

## Други
На Ворино е наречена улица в квартал „Белите брези“ в София (Карта).